# Петриковецька сільська рада
Петрикове́цька сільська́ ра́да — адміністративно-територіальна одиниця та орган місцевого самоврядування в Волочиському районі Хмельницької області. Адміністративний центр — село Петриківці.

## Загальні відомості
Петриковецька сільська рада утворена в 1992 році.
- Територія ради: 14,79 км²
- Населення ради: 536 осіб (станом на 2001 рік)
- Територією ради протікає річка Сорока

## Населені пункти
Сільській раді підпорядковані населені пункти:
- с. Петриківці
- с. Качуринці

## Склад ради
Рада складається з 12 депутатів та голови.
- Голова ради: Король Зоя Миколаївна

### Керівний склад попередніх скликань
| Прізвище, ім'я, по батькові   | Основні відомості                                                                     | Дата обрання | Дата звільнення |
| ----------------------------- | ------------------------------------------------------------------------------------- | ------------ | --------------- |
| Журба Галина Іванівна         | Сільський голова, 1956 року народження, член Народної партії                          | 26.03.2006   | 31.10.2010      |
| Капелістий Михайло Андрійович | Сільський голова, 1935 року народження, освіта вища, член Партії регіонів             | 31.10.2010   | 09.09.2012      |
| Король Зоя Миколаївна         | Сільський голова, 1977 року народження, освіта середня загальна, член Партії регіонів | 09.09.2012   |                 |

Примітка: таблиця складена за даними сайту Верховної Ради України

### Депутати
За результатами місцевих виборів 2010 року депутатами ради стали:

#### За суб'єктами висування
| Суб'єкт висування | Кількість обраних депутатів | %   |
| ----------------- | --------------------------- | --- |
| Самовисування     | 12                          | 100 |

#### За округами
| № округу | Прізвище, ім'я, по батькові   | Дата визнання обраним | Освіта             | Партійна приналежність                        | Відомості про обраного депутата                            |
| -------- | ----------------------------- | --------------------- | ------------------ | --------------------------------------------- | ---------------------------------------------------------- |
| 1        | Москаленко Оксана Віталіївна  | 04.11.2010            | середня спеціальна | член Всеукраїнського об'єднання «Батьківщина» | тимчасово не працює                                        |
| 2        | Маначин Емілія Петрівна       | 04.11.2010            | середня            | позапартійна                                  | пенсіонер                                                  |
| 3        | Рибак Тетяна Петрівна         | 25.11.2012            | середня спеціальна | позапартійна                                  | Петриковецька сільська рада, секретар виконавчого комітету |
| 4        | Сніцар Григорій Іванович      | 04.11.2010            | вища               | позапартійний                                 | Петриковецька бібліотека, бібліотекар                      |
| 5        | Вітка Леонід Степанович       | 04.11.2010            | середня            | член Народної партії                          | пенсіонер                                                  |
| 6        | Легай Сергій Павлович         | 04.11.2010            | середня            | позапартійний                                 | пенсіонер                                                  |
| 7        | Довгань Раїса Іванівна        | 04.11.2010            | середня            | позапартійна                                  | пенсіонер                                                  |
| 8        | Рожок Михайло Михайлович      | 04.11.2010            | середня            | позапартійний                                 | пенсіонер                                                  |
| 9        | Машталір Наталія Василівна    | 04.11.2010            | середня            | позапартійна                                  | тимчасово не працює                                        |
| 10       | Фальшовнік Людмила Іванівна   | 04.11.2010            | середня            | позапартійна                                  | тимчасово не працює                                        |
| 11       | Пантелімон Інна Володимирівна | 04.11.2010            | вища               | позапартійна                                  | Видавська загальноосвітня школа, вчитель                   |
| 12       | Катеренчук Ольга Михайлівна   | 04.11.2010            | середня            | позапартійна                                  | Магазин, продавець                                         |